# マココ
座標: 北緯6度29分44秒 東経3度23分39秒 / 北緯6.495556度 東経3.394167度マココ(Makoko)は、ナイジェリア・ラゴス本土側の海岸に位置する小さな町である。
マココのコミュニティの3分の1はラゴス・ラグーン（潟湖）上に築かれた足場の上にあり、残りは陸上にある。マココのウォーターフロントは、ラゴスの西にあるバダグリーあるいはベナンから移住したエグン族の人々により港として使われており、彼らの主な職業は漁業である。2012年7月、ラゴス州政府は電線の上に作られた水上家屋は、事前に適切な通知なく撤去する命令を出した。これによってイワヤ・マココ地区のウォーターフロントのいくばくかの水上家屋は破壊され、それによって多くの家族がホームレスとなった。

## 歴史
マココの歴史は19世紀に遡る。マココの大部分は、ラゴス・ラグーンの上に築かれた構造物上に建てられた水上家屋である。マココ地区は海岸沿いのイワヤおよび、オコ・ババと隣り合っている。2012年7月、ラゴス州知事ババトゥンデ・ファショラ率いるラゴス州政府は、イワヤおよびマココの海岸沿いの水上家屋を破壊するよう命じ、住民への通知から72時間以内に数十の家屋が破壊された。3,000人近くがこの破壊によりホームレスとなった。部分的な破壊から2ヶ月後、SERAC (Social and Economic Rights Action Center) の住宅供給についての支部である Urban Spaces Innovation は、学識経験者やNPO、国際コンサルタントとともにマココのコミュニティの再生プランを開発した。このプランはラゴス州の「都市と配置計画」省に対して2014年1月に提出された。
マココはアフリカのベニスと呼ばれることがある。人口は約85,840人ほどと考えられているが、2007年の国勢調査では公式には集計されておらず、実際の人口はもっと多いと見積もられている。

## ギャラリー

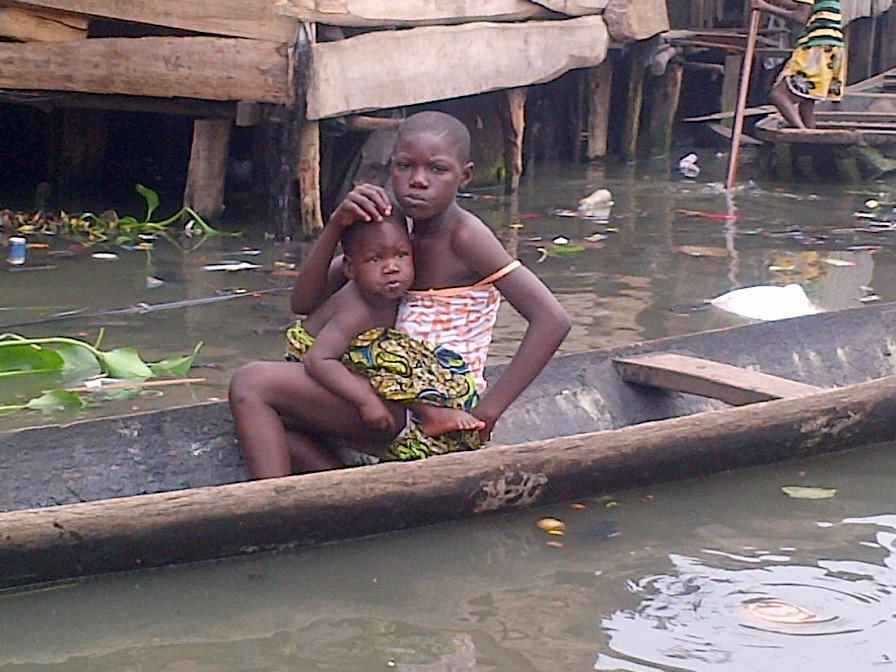
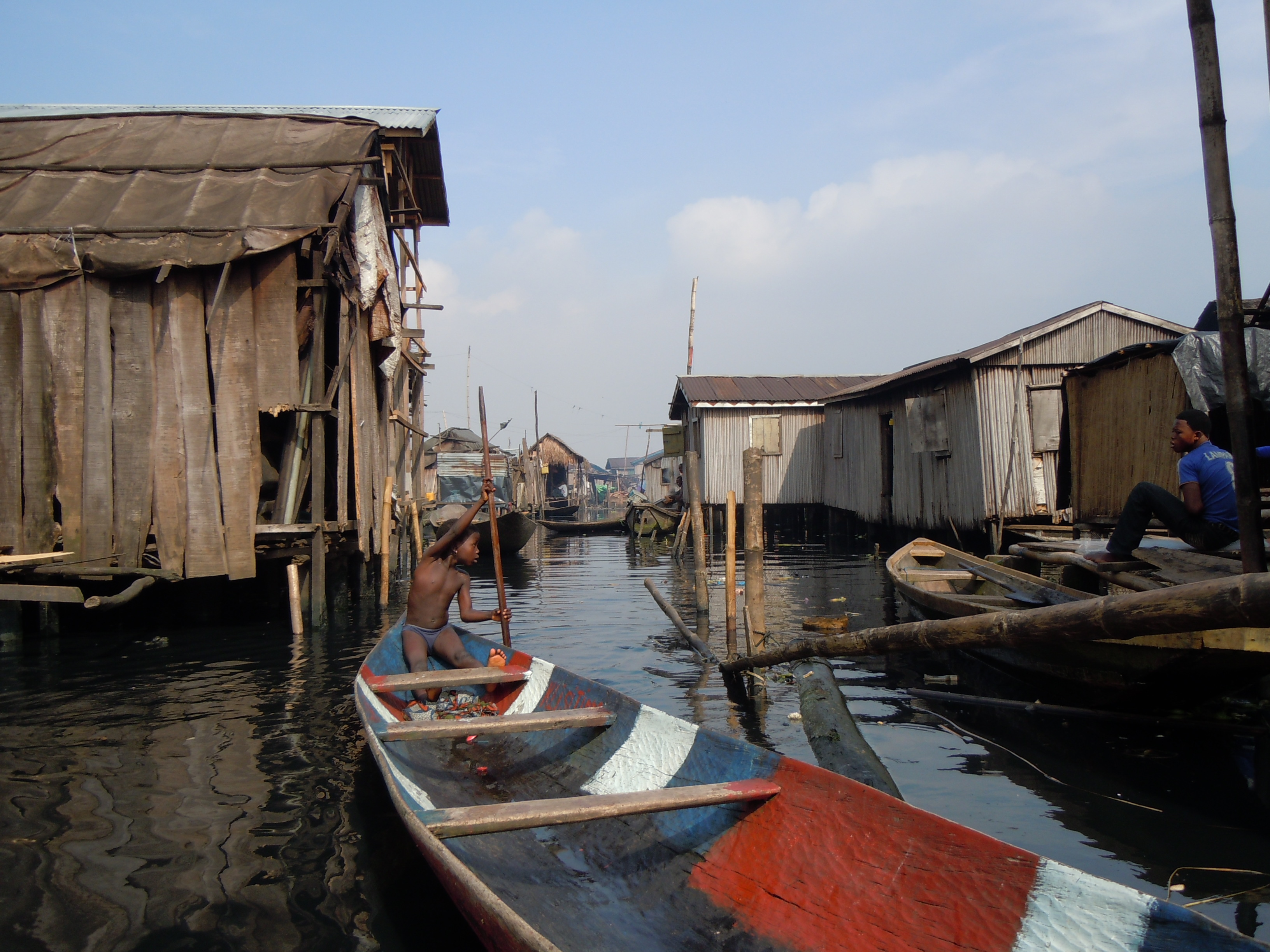
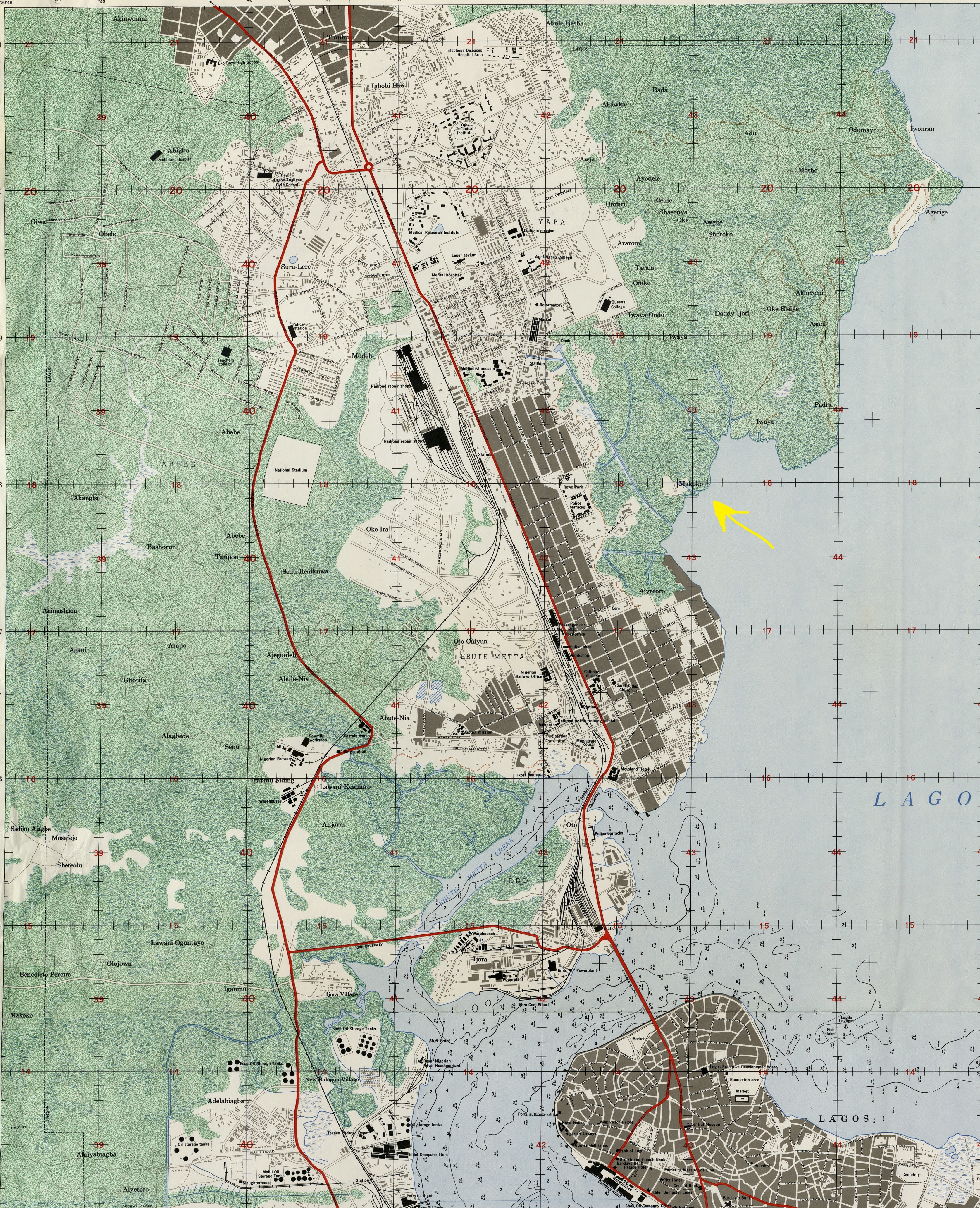
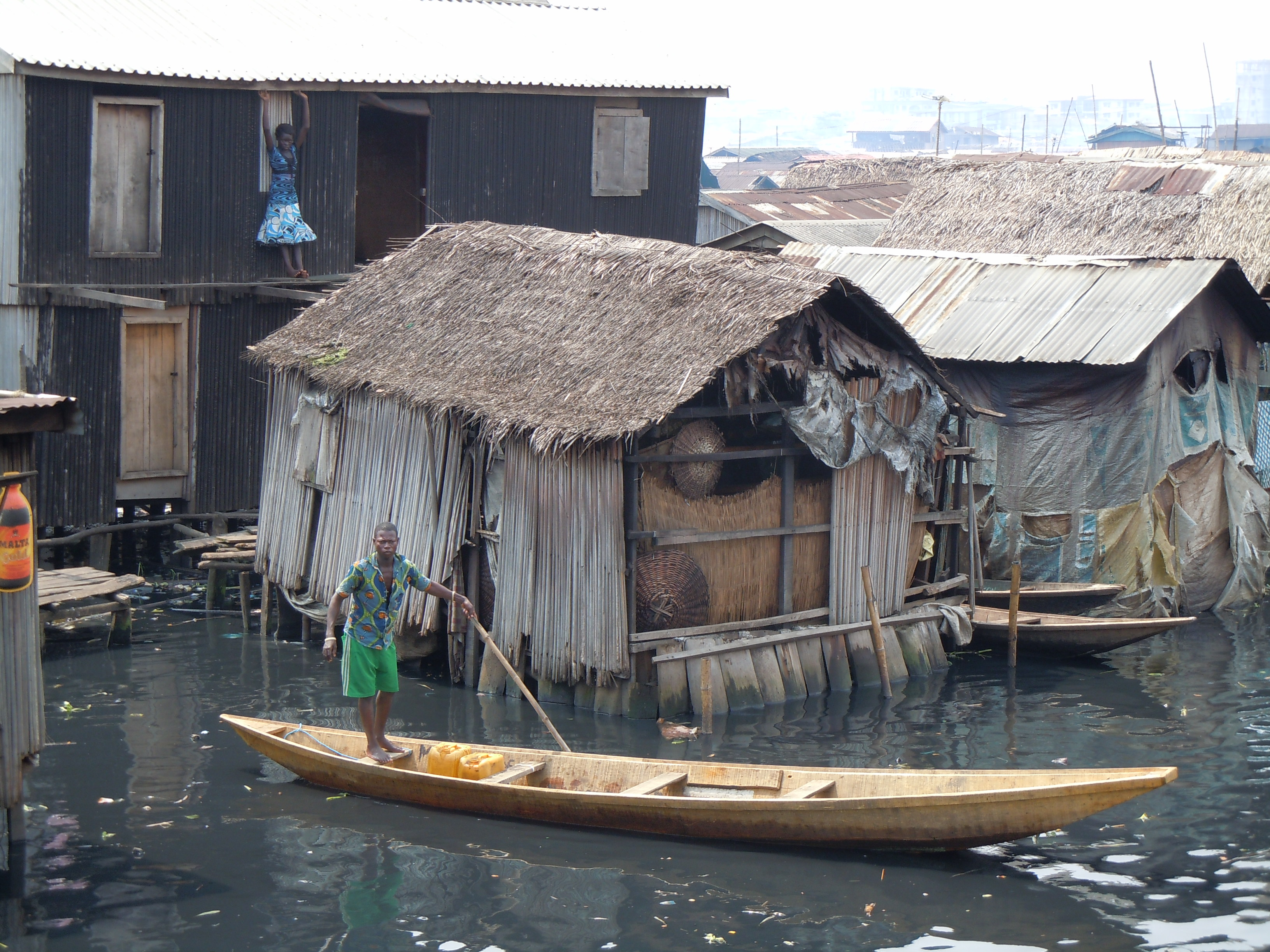
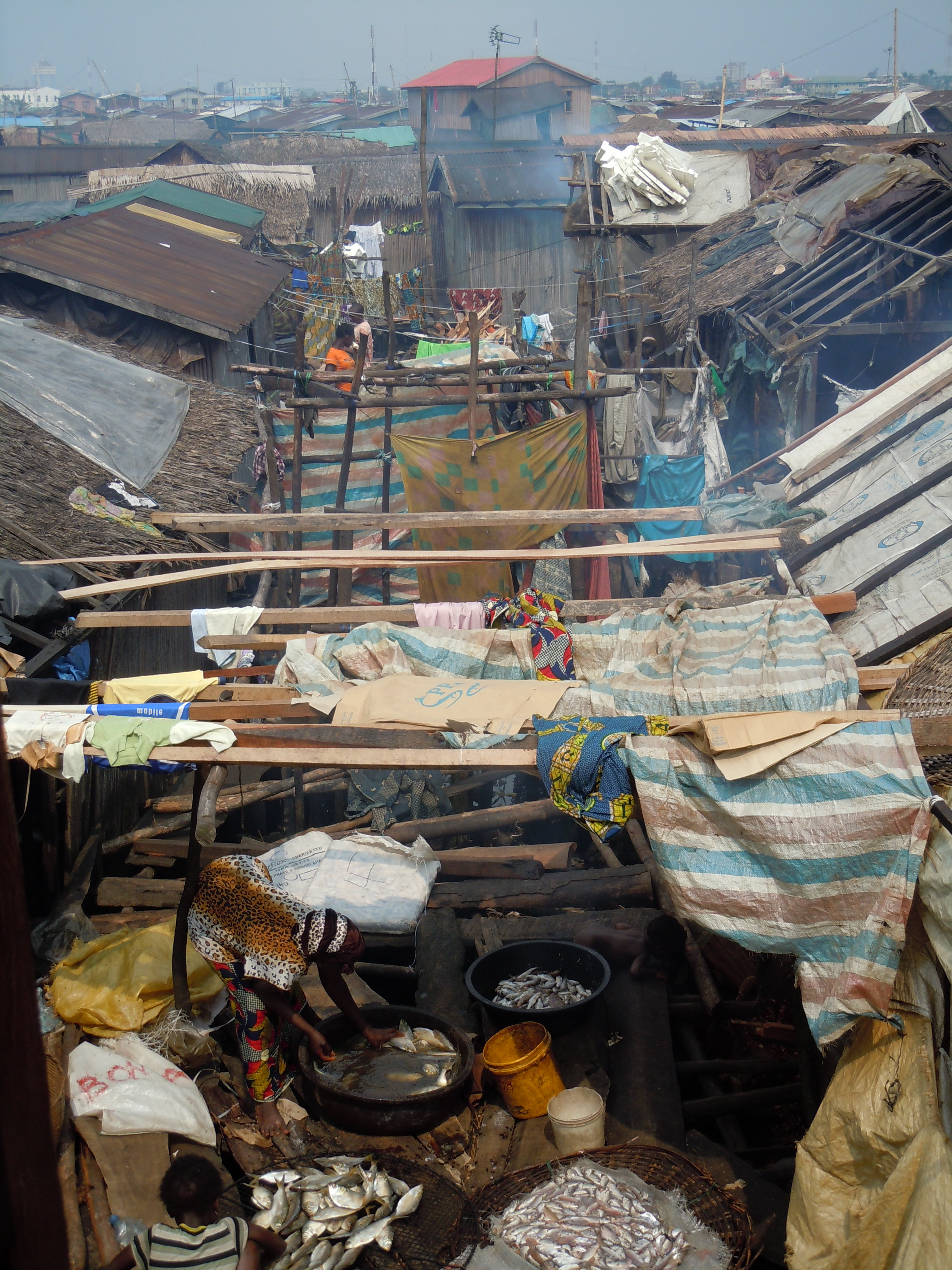
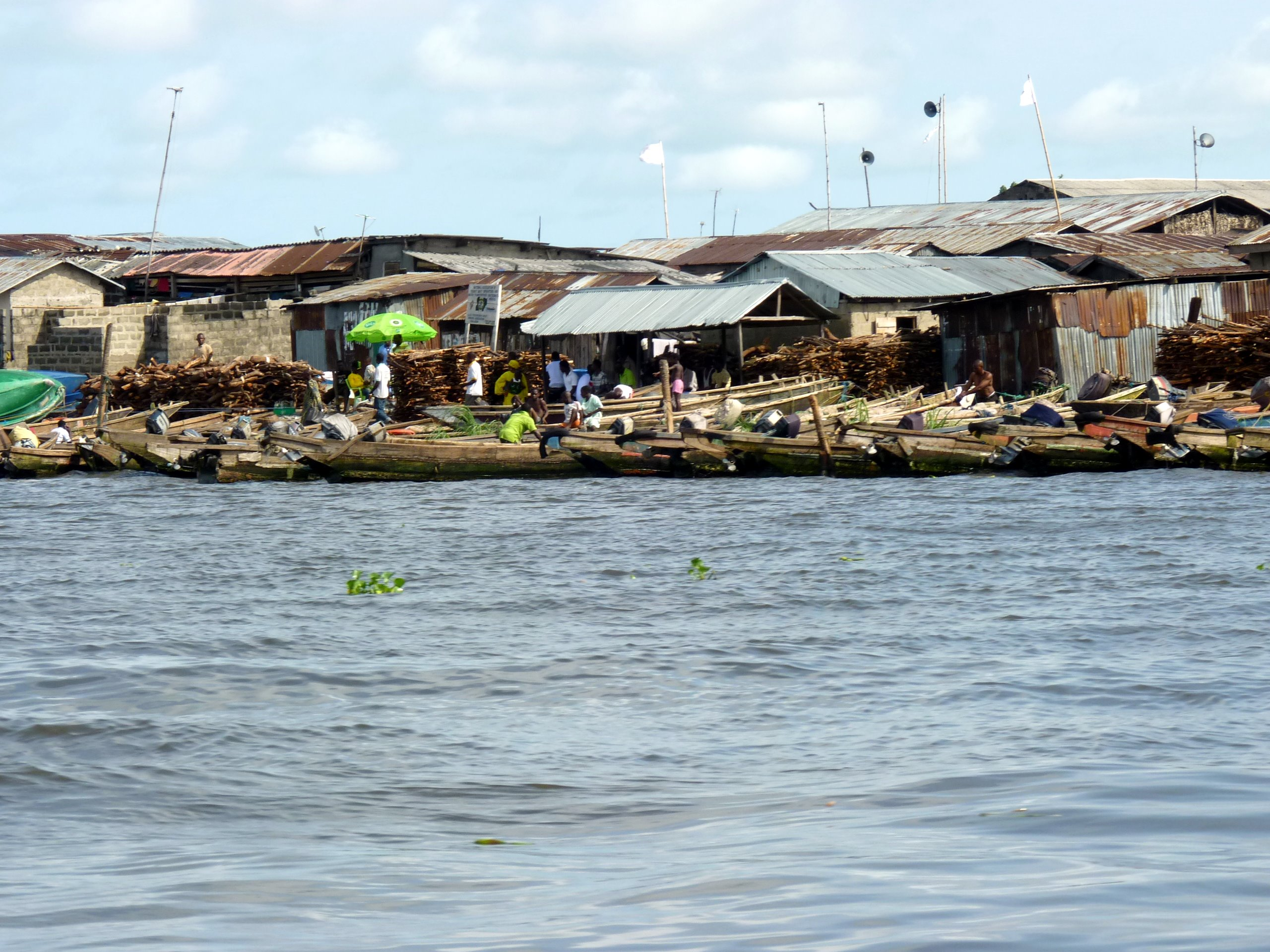